# Kelly Rutherford

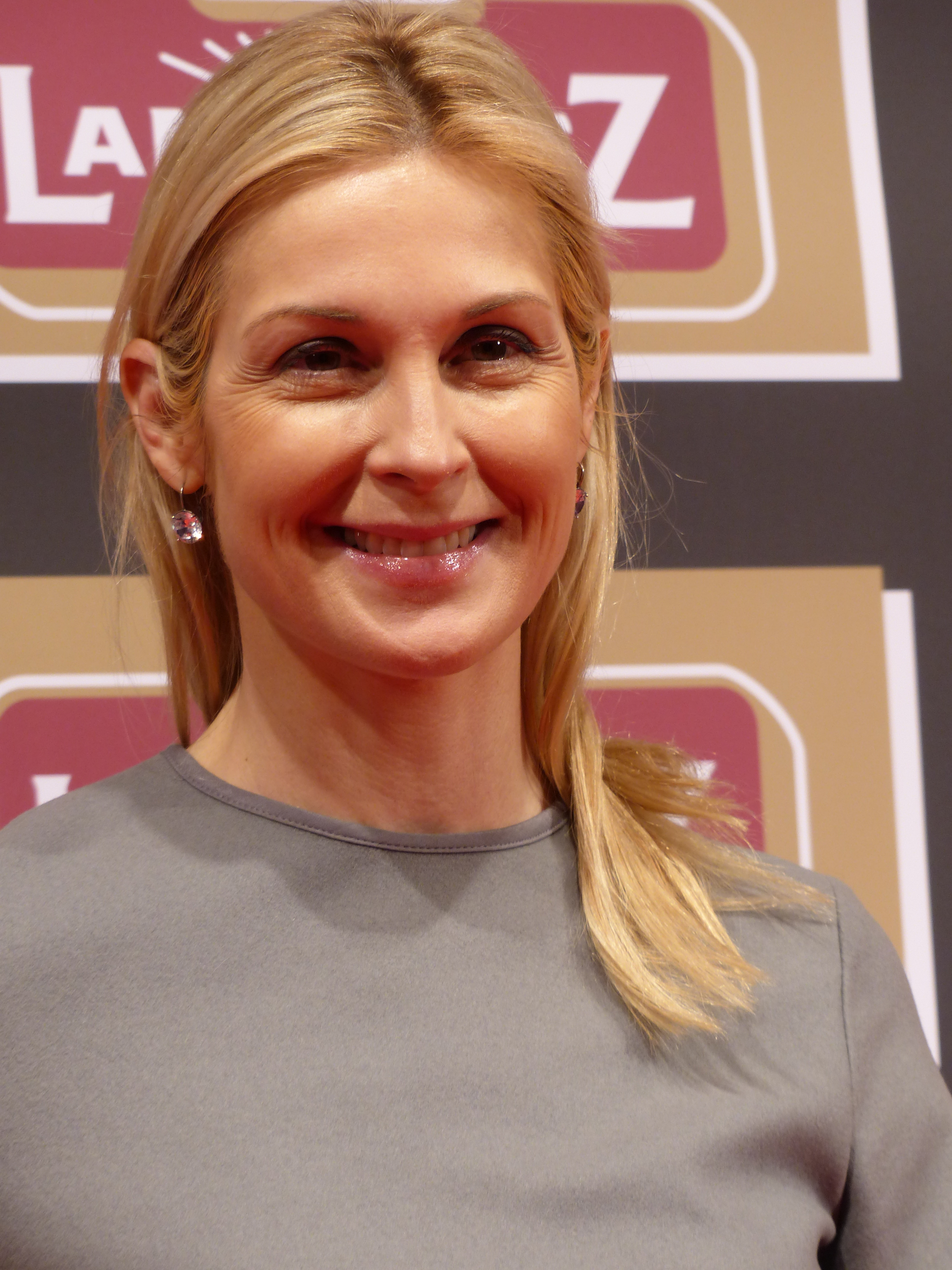
Kelly Rutherford, 2016

Kelly Rutherford (* 6. November 1968 in Elizabethtown, Kentucky) ist eine US-amerikanische Schauspielerin.

## Leben und Karriere
Rutherfords Filmkarriere begann Ende der 1980er Jahre, als sie in Fernsehproduktionen wie Homefront, Die Abenteuer des Brisco County jr. und No Greater Love einem breiteren Publikum in den USA bekannt wurde. Es folgten Hollywood-Produktionen wie Scream 3, I Love Trouble – Nichts als Ärger (mit Julia Roberts, Nick Nolte) und Swimming Upstream, sowie zahlreiche Rollen in US-Fernsehserien und Kurzfilmen, wie beispielsweise die Megan Mancini in der Fernsehserie Melrose Place. Ebenso spielte sie in Serien wie Generations und Threat Matrix. Zusammen mit Benjamin Bratt und Dennis Hopper war sie in der Jerry-Bruckheimer-Produktion E-Ring im Fernsehen zu sehen. Von 2007 bis 2012 spielte sie in der Serie Gossip Girl die Rolle der Lily van der Woodsen.
Privat engagiert sich Rutherford beim Step Up Women Network, einer Vereinigung, deren Ziel es ist, Frauen in der Gesellschaft bessere Voraussetzungen und Chancen zu verschaffen und damit bessere Zukunftsperspektiven zu bereiten. Eine ganze Reihe erfolgreicher US-amerikanischer Frauen tritt in diesem Netzwerk ehrenamtlich für Frauenrechte ein.
Rutherford war von 2001 bis 2002 mit Carlos Tarajano verheiratet. Mit ihrem zweiten Ehemann, dem deutschen Unternehmer Daniel Giersch, war sie von 2006 bis 2010 verheiratet und hat zwei Kinder mit ihm. 2014 wurde in der Presse gemeldet, dass sie, nachdem ihm das Sorgerecht für die Kinder zugesprochen wurde, ihre Kinder in den Bundesstaat New Jersey entführte. Sie wollte verhindern, dass ihre Kinder zu ihrem Vater nach Frankreich zurückkehren. Ein kalifornisches Gericht hatte für Recht erkannt, dass die Kinder bei ihrem Vater in Frankreich leben dürfen und Rutherford in den Ferien besuchen dürfen. Zeitgleich reichte sie Klage vor dem Bundesberufungsgericht im Staat New York ein. Sie hält die Gerichtsentscheidung für eine illegale Deportation. Seit Februar 2021 ist sie bei dem Start-Up „Whyzzer“ engagiert, einer Social-Media-App, bei der Wissensvermittlung und der Austausch von Erfahrungen von Experten für jedermann ermöglicht werden sollen.

## Filmografie (Auswahl)
- 1989: Phantom Nightmare – Phantom des Todes (Phantom of the Mall: Eric’s Revenge)
- 1989–1990: Generations (Fernsehserie, 5 Episoden)
- 1992–1993: Homefront (Fernsehserie, 22 Episoden)
- 1993–1994: Die Abenteuer des Brisco County jr. (The Adventures of Brisco County, Jr., Fernsehserie, 7 Episoden)
- 1994: I Love Trouble – Nichts als Ärger (I love Trouble)
- 1996: Embraced – Clan der Vampire (Kindred: The Embraced)
- 1996–1999: Melrose Place (Fernsehserie, 90 Episoden)
- 1999–2000: Sechs unter einem Dach (Get Real, Fernsehserie, 4 Episoden)
- 2000: Scream 3
- 2002–2003: The District – Einsatz in Washington (The District, Fernsehserie, 6 Episoden)
- 2003–2004: Threat Matrix – Alarmstufe Rot (Threat Matrix, Fernsehserie, 16 Episoden)
- 2005–2006: E-Ring – Military Minds (E-Ring, Fernsehserie, 21 Episoden)
- 2007–2012: Gossip Girl (Fernsehserie, 121 Episoden)
- 2013: A Sister’s Nightmare (Fernsehfilm)
- 2013: The Stream
- 2014: Bones – Die Knochenjägerin (Bones, Fernsehserie, Episode 9x12)
- 2014: Being Mary Jane (Fernsehserie, Episode 1x03)
- 2014: Reckless (Fernsehserie, 4 Episoden)
- 2015: Night of the Wild – Die Nacht der Bestien (Night of the Wild, Fernsehfilm)
- 2015: Detective Laura Diamond (The Mysteries of Laura, Fernsehserie, Episode 1x14)
- 2016: Quantico (Fernsehserie, 2 Episoden)
- 2016: Jane the Virgin (Fernsehserie, Episode 1x06)
- 2017: Nightcap (Fernsehserie, Episode 2x03)
- 2017: Christmas Wedding Planner (Fernsehfilm)
- 2017–2018: Gone (Fernsehserie, 5 Episoden)
- 2018: Love, of Course (Fernsehfilm)
- 2018–2021: Der Denver-Clan (Dynasty, Fernsehserie, 7 Episoden)
- 2019: Dark Angel (Fernsehfilm)
- 2019: Fallen Hearts (Fernsehfilm)
- 2019: Rule of 3 (Fernsehfilm)
- 2019: Pretty Little Liars: The Perfectionists (Fernsehserie, 10 Episoden)